# Ferdinand von Quast

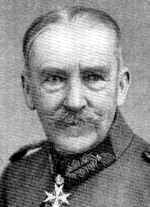
Ferdinand von Quast

Ferdinand von Quast (18 tháng 10 năm 1850 tại Radensleben – 27 tháng 3 năm 1939 tại Potsdam) là một sĩ quan quân đội Phổ, đã từng tham gia cuộc Chiến tranh Pháp-Đức (1870 – 1871). Trong cuộc Chiến tranh thế giới thứ nhất, ông đã được thăng đến cấp Thượng tướng Bộ binh và giữ chức Tư lệnh Tập đoàn quân số 6 từ năm 1917 cho đến năm 1919. Là một chỉ huy tài năng, ông gần như là đánh tan quân Anh trong Chiến dịch tấn công Lys năm 1918.

## Tiểu sử

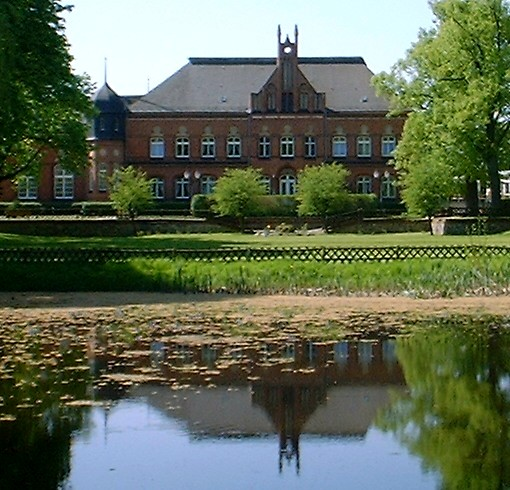
Biệt thự của ông tại Radensleben

Ferdinand sinh ra trong một gia đình quý tộc cổ Anhalt. Ông sinh vào tháng 10 năm 1850 tại điền trang Radensleben, là con trai của Chuyên viên bảo quản Nhà nước Phổ Ferdinand von Quast ở Neuruppin.
Vào 19 tháng 7 năm 1870, ông gia nhập Trung đoàn Phóng lựu Cận vệ số 2 Hoàng đế Franz, và cùng với trung đoàn này tham gia chiến đấu trong cuộc Chiến tranh Pháp-Đức (1870 – 1871). Trong thời gian chiến tranh, ông đã được phong quân hàm Thiếu úy (12 tháng 1 năm 1871) và được tặng thưởng Huân chương Thập tự Sắt hạng II. Vào ngày 23 tháng 9 năm 1879, ông được thăng cấp Trung úy. Đến ngày 8 tháng 3 năm 1887, ông được lên quân hàm Đại úy và được bổ nhiệm làm Đại đội trưởng trong trung đoàn của ông, sau đó ông được phong chức sĩ quan tham mưu (Thiếu tá) và Tiểu đoàn trưởng trong Trung đoàn Bộ binh Cận vệ số 2 vào ngày 1 tháng 9 năm 1894. Vào ngày 18 tháng 1 năm 1901, ông được phong cấp hàm Thượng tá và được đổi vào Bộ Tham mưu của Trung đoàn Phóng lựu Cận vệ số 1 Hoàng đế Alexander vào ngày 16 tháng 2. Vào ngày 18 tháng 4 năm 1903, ông được ủy nhiệm chức Trung đoàn trưởng của Trung đoàn Phóng lựu Cận vệ số 2 Hoàng đế Franz, đồng thời được lên cấp hàm Đại tá. Tiếp theo đó, ông được phong cấp Thiếu tướng vào ngày 21 tháng 5 năm 1905, rồi được bổ nhiệm làm Lữ trưởng của Lữ đoàn Bộ binh số 39 tại Hannover. Sang năm sau, ông được lãnh chức Tư lệnh của Lữ đoàn Bộ binh Cận vệ số 3 ở Berlin vào ngày 21 tháng 3 năm 1908, sau đó ông được giao quyền chỉ huy Lữ đoàn Bộ binh Cận vệ số 2 tại Potsdam vào ngày 13 tháng 10. Tiếp theo đó, vào ngày 27 tháng 1 năm 1910, ông được bổ nhiệm làm Tư lệnh tạm quyền của Sư đoàn số 36 trong một thời gian ngắn tại Danzig. Sau đó, vào ngày 10 tháng 9 năm 1910, ông được lên quân hàm Trung tướng, rồi được phong chức Tư lệnh của Sư đoàn số 6 tại Brandenburg an der Havel vào ngày 22 tháng 9. Kể từ ngày 1 cho đến ngày 21 tháng 3 năm 1913, Quast là Chỉ huy tạm quyền của Quân đoàn IX tại Altona, trước khi ông chính thức được bổ nhiệm làm Tướng tư lệnh quân đoàn.

### Chiến tranh thế giới thứ nhất
Trong Chiến tranh thế giới thứ nhất, Quân đoàn IX dưới quyền vị tướng táo bạo Quast là một phần thuộc biên chế Tập đoàn quân số 1. Sau trận Tirlemont vào tháng 8 năm 1914, ông được phong cấp bậc Thượng tướng Bộ binh vào ngày 19 tháng 8. Vào năm 1916, ông được đổi sang mặt trận Somme ở phía Nam Péronne. Tại đây, ông chỉ huy một cụm quân thuộc Tập đoàn quân số 2 và đã tổ chức phòng ngự trong Chiến dịch Somme. Do những thành tích của ông trong chiến dịch đẫm máu này, ông đã được Đức hoàng Wilhelm II phong tặng Huân chương Quân công cao quý của Phổ vào ngày 11 tháng 8 năm 1916. Vào ngày 24 tháng 1 năm 1917, ông được bổ nhiệm chức Tướng tư lệnh của Quân đoàn Vệ binh, Bộ Tổng chỉ huy của quân đoàn đóng tại Reims. VAò ngày 9 tháng 9 năm 1917, ông được Đức hoàng phong làm Tư lệnh Tập đoàn quân số 6.
Ông được biết đến nhiều nhất về cuộc tiến công do Tập đoàn quân số 6 dẫn đầu trên sông Lys trong Chiến dịch Georgette vào đầu tháng 4 năm 1918, một thất bại buộc Tổng tư lệnh Lực lượng Viễn chinh Anh Douglas Haig phải ban bố mệnh lệnh "Dựa lưng vào tường" (Backs to the Wall) trứ danh của ông ta vào ngày 11 tháng 4. Đợt tấn công này được mở màn bằng một cuộc pháo kích ngắn, ác liệt và có hiệu quả rất cao do Đại tá 		 Georg Bruchmuller thực hiện trên một mặt trận kéo dài 16 km từ Bethune tới Armentières. Trọng tâm của đợt tiến công nhằm vào hai sư đoàn Bồ Đào Nha thuộc Tập đoàn quân số 1 của Anh. Tập đoàn quân số 6 đã đập tan tuyến phòng thủ của quân Bồ Đào Nha, buộc đơn vị Bồ Đào Nha phải cuống cuồng tháo chạy, và tiến được 5,6 km về phía sông Lys. Quân Đức cũng bọc sườn quân Đồng minh tại Armentières, khiến cho đối phương phải rời khỏi đây. Tuy nhiên, bên sườn quân Bồ Đào Nha, quân Đức vấp phải cuộc kháng cự quyết liệt và bền bỉ của Sư đoàn số 55 của Anh dưới quyền tướng Hugh Jeudwine, cứu vãn chiến tuyến của quân Anh khỏi sự đổ vỡ hoàn toàn. Vào ngày 10 tháng 4 năm 1918, Quast được tặng thưởng Bó sồi đính kèm Huân chương Quân công của ông. Mặc dù cận kề thắng lợi trong Chiến dịch Georgette, tình hình cho Quast thấy rằng quân Đức không còn có thể thọc sâu đến các cảng quan trọng ở eo biển Anh, do Quân đội Đức bắt đầu rút lui vào tháng 8 năm 1918. Tháng 11 năm đó, Tập đoàn quân số 6 rút về tuyến phòng ngự Hermann.

### Sau chiến tranh
Sau khi cuộc chiến kết thúc với sự thất bại hoàn toàn của Đức và Bộ Chỉ huy Tối cao giải tán, Quast rời khỏi chức vụ chỉ huy của mình vào ngày 27 tháng 12 năm 1918 và được chuyển vào ngạch Sĩ quan Trừ bị (Offizieren von der Armee). Vào ngày 18 tháng 1 năm 1919, ông được ủy nhiệm làm Tư lệnh Bộ Chỉ huy Quân sự Tối cao (A.O.K) "Biên giới phía Bắc" tại Königsberg, sau này là tại Bartenstein. Sau khi Hòa ước Versailles được ký kết, ông đệ đơn xin từ chức và điều này được chấp thuận vào ngày 7 tháng 7 năm 1919. Ông từ trần vào tháng 3 năm 1939 tại Potsdam.

## Phong tặng
- Huân chương Đại bàng Đỏ hạng II đính kèm Ngôi sao và Bó sồi [5]
- Huân chương Vương miện hạng I [5]
- Hiệp sĩ Công lý Huân chương Thánh Johann [5]
- Đại Thập tự của Huân chương Zähringer Löwen [5]
- Chỉ huy Huân chương Vương miện Ý [5]
- Thập tự Hiệp sĩ Huân chương Leopold của Áo [5]
- Huân chương Vương miện Sắt hạng III [5]
- Đại Thập tự của Huân chương Franz Joseph [5]
- Chỉ huy hạng I Huân chương Thanh gươm [5]
- Huân chương Mecidiye hạng II [5]
- Huân chương Quân công kèm theo Bó sồi [6]
  - Huân chương Quân công vào ngày 11 tháng 8 năm 1916
  - Bó sồi đính kèm Huân chương Quân côn vào ngày 10 tháng 4 năm 1918 [6]
- Chỉ huy hạng II Huân chương Quân sự Thánh Heinrich vào ngày 7 tháng 5 năm 1918 [7]